# Erik Gaardhøje
Erik Gaardhøje (né le 2 novembre 1938 à Frederikshavn au Danemark, et mort le 22 mai 2007 au Danemark), est un footballeur international danois, qui évoluait au poste de gardien.

## Biographie

### En club
Erik Gaardhøje réalise l'intégralité de sa carrière dans le club d'Esbjerg fB, club où il évolue pendant 10 saisons, entre 1956 et 1966.
Il dispute avec cette équipe 169 matchs en première division danoise. Il joue également quatre matchs en Coupe d'Europe des clubs champions, et deux matchs en Coupe des coupes.
Il remporte avec Esbjerg quatre championnats du Danemark, et une Coupe du Danemark.

### En équipe nationale
Erik Gaardhøje reçoit 14 sélections en équipe du Danemark entre 1961 et 1963.
Il joue son premier match en équipe nationale le 18 juin 1961, contre la Suède. Cette rencontre perdue 1-2 à Copenhague rentre dans le cadre du championnat nordique.
Lors de l'année 1962, il dispute deux matchs contre Malte, rentrant dans le cadre des éliminatoires de l'Euro 1964. Il s'agit de deux victoires.
Il reçoit sa dernière sélection le 3 juin 1963, contre la Finlande (match nul 1-1 à Copenhague).
Il participe avec la sélection olympique aux Jeux olympiques d'été de 1960 organisés à Rome. Le Danemark remporte la médaille d'argent, toutefois Gaardhøje ne joue pas une seule minute lors du tournoi olympique.

## Palmarès
Danemark
- Jeux olympiques
  -  Argent : 1960

 Esbjerg fB
- Championnat du Danemark
  - Champion : 1961, 1962, 1963, 1965
- Coupe du Danemark
  - Vainqueur : 1964